# Nikolaos Sarganis
Nikolaos Sarganis (griechisch Νικόλαος Σαργκάνης; * 13. Januar 1954 in Rafina; † 8. Dezember 2024 in Athen) war ein griechischer Fußballspieler.

## Leben
Nikolaos Sarganis wurde in Rafina in Attika geboren. Er begann seine Karriere beim Athener Verein Ilisiakos. Nachdem Sarganis anfangs noch als Abwehrspieler agierte, stellte ihn sein damaliger Trainer Christos Rimpas auf der Position des Torhüters auf, nachdem er sein außergewöhnliches Talent entdeckt hatte. 1978 wechselte Sarganis zu FC Kastoria und blieb dort für zwei Jahre unter Vertrag. Nachdem Sarganis mit Kastoria 1980 den Griechischen Vereinspokal gewinnen konnte, wurden schnell die griechischen Spielerbeobachter auf ihn aufmerksam. So kam es, dass er 1980 zu Olympiakos Piräus wechselte, wo er in den nächsten Jahren neben drei Meisterschaften (1981, 1982, 1983) ein weiteres Mal den Pokal gewinnen konnte (1981). 1985 wechselte Sarganis zu Olympiakos Erzrivalen Panathinaikos Athen. Bei Panathinaikos hatte Sarganis schließlich seine erfolgreichste Zeit und konnte neben drei Meisterschaften (1986, 1990, 1991) und vier Pokalsiegen (1986, 1988, 1989, 1991) 1988 auch den Supercup gewinnen. Seine Karriere beendete Sarganis beim Athener Verein Athinaikos.
Neben seiner Karriere auf Vereinsebene zählte Nikolaos Sarganis über Jahre zum festen Stamm der griechischen Nationalmannschaft und kam auf insgesamt 58 Einsätze. Dabei gehörte der 1:0-Auswärtssieg gegen Dänemark am 15. Oktober 1980 in Kopenhagen zu den Höhepunkten seiner Karriere. Sarganis überzeugte in diesem Spiel durch eine überdurchschnittliche Leistung und vereitelte eine Vielzahl an gegnerischen Chancen. Die dänische Presse gab Sarganis daraufhin den Spitznamen Phantom, der ihn bis zum Ende seiner Karriere begleitete.
Am 8. Dezember 2024 starb Nikolaos Sarganis im Alter von 70 Jahren in Athen.

## Erfolge
- Griechischer Meister (6): 1981, 1982, 1983, 1986, 1990, 1991
- Griechischer Pokalsieger (6): 1980, 1981, 1986, 1988, 1989, 1991
- Griechischer Supercup: 1988